# Orden (distinción)
Una orden es una distinción entregada por un gobierno, corporación o familia (real o nobiliaria) a un individuo, normalmente como forma de distinguirlo por un servicio a una nación o la humanidad. Las órdenes modernas tienen su antecedente directo en las Órdenes de Códigos de Caballería, que a su vez derivaban de las órdenes militares o ecuestres, creadas como sociedades de caballeros en el contexto de las Cruzadas.
Durante el Renacimiento, la mayoría de los monarcas Europeos fundaron una o varias órdenes de caballería para recompensar méritos y servicios civiles pero sobre todo estaban dirigidas a oficiales militares.
Algunos de los más altos honores modernos europeos son este tipo de corporaciones, como la Orden de la Jarretera del Reino Unido; la Orden del Toisón de Oro de España y de la Casa de Habsburgo, la Orden del Elefante de Dinamarca y la Orden del Cardo del Reino Unido.
En la actualidad, derribadas muchas monarquías, la mayor parte de las órdenes son entregadas por los Estados con independencia de su sistema de gobierno. Un caso especial es la Orden de Malta, que se convirtió en un sujeto de derecho internacional.
En una investigación realizada por Thomas Baumert y Francisco J. Roldán centrada en el análisis económico del sistema premial español, estos autores recordaron que los términos "orden" y "condecoración", habitualmente considerados sinónimos, en sentido estricto no lo son. Las órdenes, según los investigadores mencionados, están determinadas por su origen, ya mencionado, que explicaría que estas, a diferencia de las restantes distinciones, se constituyen como órganos corporativos o colegiados. De esta forma, en sentido estricto, las condecoraciones no forman entidad corporativa alguna. Las órdenes, también debido a su origen, suelen contar con una estructura jerárquica, organizándose en varias modalidades o categorías, generalmente denominadas "grados". Los grados más frecuentes suelen ser, en orden creciente de importancia: Medalla, cruz sencilla o de caballero, cruz de oficial, encomienda o insignia de comendador o de comandante, gran cruz y collar. Existen condecoraciones que cuentan con varias clases, pero estas son una clasificación de los actos, o servicios recompensados y no establecen una jerarquía entre sus poseedores.
Las órdenes suelen contar con una autoridad interna, llamada gobierno de la orden. A la reunión de los caballeros, consejeros y demás vocales de alguna de las órdenes para tratar sus asuntos comunes se le llama capítulo de la orden. Las órdenes que son o fueron otorgadas por Estados socialistas, carecen de gobierno y capítulo.[cita requerida]

## Órdenes más importantes por país
| Órdenes más importantes por país                                                                                      | Órdenes más importantes por país                                      |
| País | Orden                                                                 |
| --- | --------------------------------------------------------------------- |
| Alemania | Orden del Mérito de la República Federal de Alemania                  |
| Andorra | Orden de Carlomagno                                                   |
| Argentina | Orden del Libertador San Martín                                       |
| Australia | Orden de Australia                                                    |
| Bélgica | Orden de Leopoldo                                                     |
| Bielorrusia | Orden de la Patria                                                    |
| Brasil | Orden de la Cruz del Sur                                              |
| Canadá | Orden de Canadá                                                       |
| Chile | Orden al Mérito de Chile                                              |
| Colombia | Orden de Boyacá                                                       |
| Corea del Norte | Orden de Kim Il-sung Orden de Kim Jong-il                             |
| Croacia | Gran Orden del rey Tomislav                                           |
| Cuba | Orden José Martí                                                      |
| Dinamarca | Orden del Elefante                                                    |
| España | Orden del Toisón de Oro Orden de Carlos III                           |
| Estados Unidos | Legión al Mérito                                                      |
| Francia | Legión de Honor                                                       |
| Ghana | Orden de la Estrella de Ghana                                         |
| Guatemala | Orden del Quetzal                                                     |
| Haití | Orden Nacional de Honor y Mérito                                      |
| Islandia | Orden del Halcón                                                      |
| Italia | Orden al Mérito de la República Italiana                              |
| Japón | Orden del Crisantemo                                                  |
| Kazajistán | Orden del Águila Dorada                                               |
| México | Orden del Águila Azteca                                               |
| Namibia | Orden de la Antiquísima Welwitschia Mirabilis                         |
| Nicaragua | Orden Augusto César Sandino                                           |
| Noruega | Orden de San Olaf                                                     |
| Nueva Zelanda | Orden del Mérito de Nueva Zelanda                                     |
| Perú | Orden El Sol del Perú                                                 |
| Polonia | Orden del Águila Blanca                                               |
| Portugal | Orden de la Torre y la Espada                                         |
| Reino Unido | Orden de la Jarretera Orden del Cardo                                 |
| República Dominicana                                                                                                  | Orden al Mérito de Duarte, Sánchez y Mella                            |
| Rusia | Orden del Santo Apóstol Andrés el Primero Llamado                     |
| Serbia | Orden de la República de Serbia                                       |
| Somalia | Orden de la Estrella Somalí                                           |
| Suecia | Orden de los Serafines                                                |
| Taiwán | Orden de Rajamitrabhorn                                               |
| Timor Oriental | Orden de Timor Oriental                                               |
| Turkmenistán | Orden de la Patria                                                    |
| Ciudad del Vaticano                                                                                                   | Suprema Orden de Cristo                                               |
| Vietnam | Orden de la Estrella de Oro                                           |
| Yemen | Orden de la Unidad                                                    |
| Zambia | Orden del Águila de Zambia                                            |
| Venezuela | Orden del Libertador / Orden Libertadores y Libertadoras de Venezuela |
| Soberana Orden Militar y Hospitalaria de San Juan de Jerusalén, de Rodas y de Malta (sujeto de derecho internacional) |                                                                       |

| Órdenes desaparecidas o de dinastías derrocadas | Órdenes desaparecidas o de dinastías derrocadas                                                              |
| País/Titular                                    | Orden |
| ----------------------------------------------- | --- |
| Casa de Borbón-Dos Sicilias                     | Sagrada Orden Militar Constantiniana de San Jorge Orden de San Jenaro                                        |
| Casa de Braganza                                | Orden de Nuestra Señora de la Concepción de Villaviciosa                                                     |
| Casa de Habsburgo                               | Orden del Toisón de Oro (Rama Austríaca de la Orden) Orden de San Esteban de Hungría ( Reino de Hungría)     |
| Casa de Hohenzollern                            | Orden del Águila Negra Orden del Águila Roja                                                                 |
| Casa de Saboya                                  | Suprema Orden de la Santísima Anunciación Orden de los Santos Mauricio y Lázaro Orden de la Corona de Italia |
| Casa de Wittelsbach                             | Orden de San Huberto Orden Real y Militar de San Jorge                                                       |
| Reino de Francia                                | Orden del Espíritu Santo (titularidad disputada) Orden de San Miguel (titularidad disputada)                 |
| Reino de Hungría                                | Orden del Dragón                                                                                             |
| Alemania Oriental                               | Orden de Karl Marx                                                                                           |
| Unión Soviética                                 | Orden de Lenin Orden de la Victoria                                                                          |
| RFS de Yugoslavia                               | Orden de Héroe del Pueblo                                                                                    |

## Galería

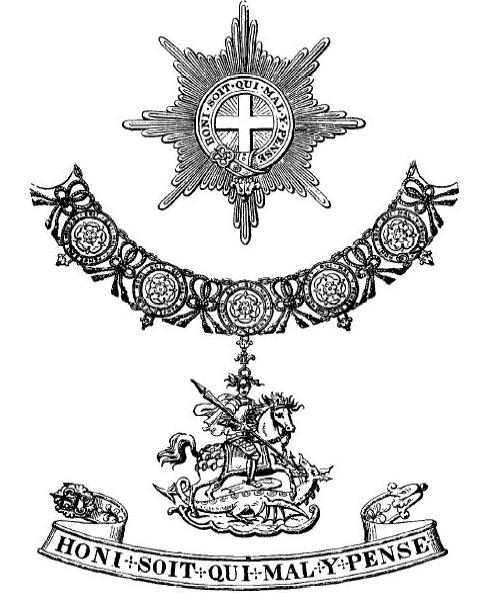
La Orden de la Jarretera (Reino Unido).
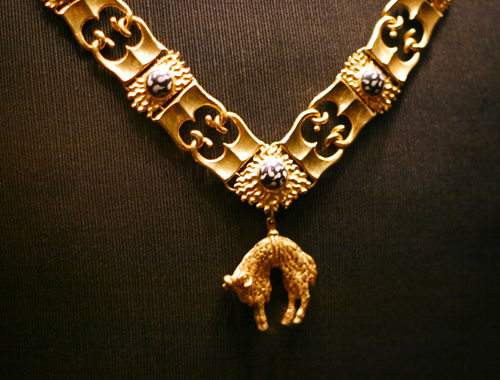
Collar de la Orden del Toisón de Oro (España y Casa de Habsburgo).
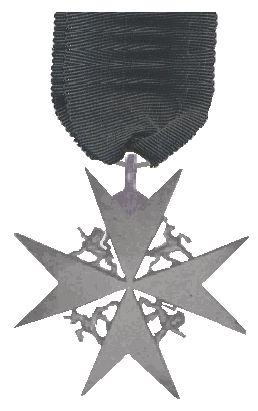
Insignia de un miembro de la Orden de Malta.
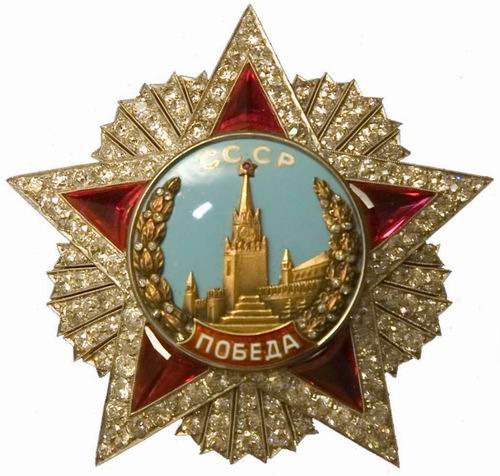
La Orden de la Victoria, otorgada por el gobierno de la URSS, no tenía órgano de gobierno propio.